# Aux jours qui viennent
Pour plus de détails, voir Fiche technique et Distribution.
Aux jours qui viennent est un film dramatique réalisé par Nathalie Najem et sorti en 2025.
Premier long-métrage de la réalisatrice, il réunit pour la deuxième fois au cinéma, après le film Carnivores (2018), les acteurs Zita Hanrot et Bastien Bouillon.

## Synopsis
Laura, la trentaine, essaie de se reconstruire après une relation tumultueuse avec Joachim. Elle mène une vie en apparence tranquille, en élevant seule sa petite fille. Mais l'accident de Shirine, la nouvelle compagne de Joachim, va faire ressurgir son passé.

## Fiche technique
Sauf indication contraire, les informations mentionnées dans cette section peuvent être confirmées par la base de données cinématographiques Allociné,  présente dans la section « Liens externes ».
- Titre officiel : Aux jours qui viennent
- Titres de travail : Laura puis Pompei
- Réalisation et scénario : Nathalie Najem
- Collaboration au scénario : Mariette Désert et Olivier Gorce
- Décors : Thomas Grézaud
- Costumes : Alice Cambournac
- Photographie : Justine Bourgade
- Montage : Albertine Lastera
- Production : Agnès Vallée et Emmanuel Barraux
- Société de production : 31 Juin Films
- Société de distribution : Paname Distribution
- Budget : 2 millions d'euros
- Pays de production :  France
- Langue originale : français
- Format : couleur
- Genre : drame
- Durée : 100 minutes
- Dates de sortie :
  - France : 23 juillet 2025
- Classification : 
  - France : tous publics avec avertissement[2]

## Distribution
- Zita Hanrot : Laura
- Bastien Bouillon : Joachim
- Alexia Chardard : Shirine
- Marianne Basler : Patricia
- Maya Hirsbein : Lou
- Aurélien Gabrielli : Lazare
- Salim Talbi : Hakim
- Anaël Guez : Sandrine
- Lilia Bollier Ivanova : Eve
- Gianfranco Poddighe : Andrea
- Cyril Di Vitta : un policier
- Timothée Vaganay : Passager dans le tramway

## Production
En 2023, le média Cineuropa annonce dans un article que la réalisatrice Nathalie Najem s’apprête à tourner son premier long-métrage et qu'il mettra en vedette pour la deuxième fois les acteurs Zita Hanrot et Bastien Bouillon. Ce même article de presse révèle que le film sera une coproduction entre les sociétés de productions 31 Juin Films, Canal + et Ciné + avec le soutien de la Région Sud. Le média des professionnels du cinéma : Le Film Français révèle alors que le tournage devrait avoir lieu à Nice sous le titre de travail de Pompei.
Les présences au casting des comédiens Alexia Chardard, Marianne Basler, Aurélien Gabrielli entre autres sont confirmés par l'intermédiaire de la page Allociné du film. Par l'intermédiaire du réseau social Threads, le jeune Timothée Vaganay indique avoir fait de la figuration sur le film.
Fin 2024, le média Unifrance révèle une première image promotionnelle du long-métrage. L'année suivante Paname Distribution, la société de production principale du long-métrage annonce via leurs site internet que le long-métrage adoptera le titre définitif de Aux jours qui viennent. Sa date de sortie fixée au 23 juillet 2025 est confirmée peu de temps après à la suite d'un communiqué de presse. En avril 2025, Zita Hanrot révèle de premiers détails sur ce film au magazine Vanity Fair.

## Distinctions

### Sélections
- Festival du Cinéma de Demain 2025 : sélection officielle
- Festival Ciné Citoyen 2025 : sélection officielle